# Атань
А́тань (венг. Átány [ˈaːtaːɲ]) — деревня в Венгрии, в регионе Северная Венгрия, в медье Хевеш, в Хевешском яраше.

## Расположение
Располагается в южной части медье Хевеш, в 8 км от города Хевеша, в 19 км от Фюзешабони. Населённый пункт граничит на востоке с ручьём Ханьи, на севере с канавой Бешеньё, а на западе с канавой Кажманди.

## Соседние населённые пункты
Тенк — в 7 км, Кёмлё — в 8 км. Ближайший город: Хевеш, находится в 8 км.

## История
На основе археологических находок доказано, что эта территория была заселена ещё до эпохи завоевания венграми родины на Дунае. Название деревни, однако, было в первые упомянуто в письменных источниках в документе только в 1407 как Athan (Атан). В 1409 было владением Таркёи, затем с 1430 семьи Орсаг. В 1548 завоёвано турками, и было освобождено только лишь в 1687. С середины XVI века село стало протестантским.
В налоговой переписи 1552 в деревне насчитывалось 3, а в 1569 уже 25 дворов. В то время владельцем был Криштоф Орсаг.
По отчёту Жигмонда Ракоци 1589—1590 на службу в Эгер была отобрана десятая часть деревни. В переписи имений за 1593 у Тамаша Сечи здесь было 7 крепостных.
В 1635 деревня, как заново заселённая, выплачивала лишь 1 форинт по сборам. В переписи 1647 фигурировала в числе дворянских сёл, уже тогда большая часть семей мелкой знати проживала в населённом пункте. В 1684 деревней владели Дьёрдь Ваи, семьи Лоши и Халлер.
В 1693 1/3 часть местности была во владении полковника Глёксберга, а остальная территория была за вдовой Дьёрдя Фаи.
В XVIII веке деревня была во владениях уже 5 семей, среди которых в 1741 была семья Ньяри, а в 1774 также и семья Бернат.
В начале XIX века владельцами здесь были: бароны Ласло и Дьёрдь Орци, граф Габор Дёбрентеи, Эстерхази, а также граф Сапари и семьи Немет, Радич, Добоцки, Фрайцайцен, затем в начале 1900-х годов крупными землевладельцами были здесь Пал Сатмари-Кирай и Элемер Барцаи.
В 1913 начался процесс расширения территории, который завершился в 1927.
Жители населённого пункта в начале 1900-х годов занимались всё ещё главным образом домоткачеством.
В начале XX века деревня относилась к округу Хевеш комитата Хевеш.
В 1910 среди 2814 венгерских жителей 490 было римских католиков, 2307 протестантской, а 17 придерживалось иудейской веры.
В 1959 в Атани появился свой производственный фермерский кооператив.
Национальный состав населения Атани, согласно переписи населения 2001: венгры — 67 %, цыгане — 33 %.

## Население
| Год  | Численность | Численность |
| ---- | ----------- | ----------- |
| 2013 | 1512        | [ 9 ]       |
| 2014 | 1487        | [ 10 ]      |
| 2015 | 1490        | [ 11 ]      |
| 2021 | 1454        | [ 12 ]      |
| 2022 | 1458        | [ 13 ]      |
| 2023 | 1436        | [ 14 ]      |
| 2024 | 1440        | [ 2 ]       |

## Достопримечательности
- Петушиный Дом (музейная экспозиция)
- Протестантская церковь. В середине XVI века кальвинисты приобрели церковь, которая первоначально была римской католической, в своё владение. В 1781—1783 была расширена. Памятник.